# Gárdony
Gárdony este un oraș în districtul Gárdony, județul Fejér, Ungaria, având o populație de 9.395 de locuitori (2011). 

## Demografie
Componența etnică a orașului Gárdony
     Maghiari (95,96%)
     Germani (1,42%)
     Necunoscut (1,51%)
     Alții (1,11%)
Componența confesională a orașului Gárdony
     Romano-catolici (35,53%)
     Fără religie (19,36%)
     Reformați (10,37%)
     Atei (2,15%)
     Necunoscută (31,01%)
     Alte religii (3,12%)
Conform recensământului din 2011, orașul Gárdony avea 9.395 de locuitori. Din punct de vedere etnic, majoritatea locuitorilor (95,96%) erau maghiari, cu o minoritate de germani (1,42%). Apartenența etnică nu este cunoscută în cazul a 1,51% din locuitori. Nu există o religie majoritară, locuitorii fiind romano-catolici (35,53%), persoane fără religie (19,36%), reformați (10,37%) și atei (2,15%). Pentru 31,01% din locuitori nu este cunoscută apartenența confesională.